# Havas Voyages
 (avril 2022).
La mise en forme du texte ne suit pas les recommandations de Wikipédia : il faut le « wikifier ».
Les points d'amélioration suivants sont les cas les plus fréquents :
- Les titres sont pré-formatés par le logiciel. Ils ne sont ni en capitales, ni en gras.
- Le texte ne doit pas être écrit en capitales (les noms de famille non plus), ni en gras, ni en italique, ni en « petit »…
- Le gras n'est utilisé que pour surligner le titre de l'article dans l'introduction, une seule fois.
- L'italique est rarement utilisé : mots en langue étrangère, titres d'œuvres, noms de bateaux, etc.
- Les citations ne sont pas en italique mais en corps de texte normal. Elles sont entourées par des guillemets français : « et ».
- Les listes à puces sont à éviter, des paragraphes rédigés étant largement préférés. Les tableaux sont à réserver à la présentation de données structurées (résultats, etc.).
- Les appels de note de bas de page (petits chiffres en exposant, introduits par l'outil «  Source ») sont à placer entre la fin de phrase et le point final[comme ça].
- Les liens internes (vers d'autres articles de Wikipédia) sont à choisir avec parcimonie. Créez des liens vers des articles approfondissant le sujet. Les termes génériques sans rapport avec le sujet sont à éviter, ainsi que les répétitions de liens vers un même terme.
- Les liens externes sont à placer uniquement dans une section « Liens externes », à la fin de l'article. Ces liens sont à choisir avec parcimonie suivant les règles définies. Si un lien sert de source à l'article, son insertion dans le texte est à faire par les notes de bas de page.
- La présentation des références doit suivre les conventions bibliographiques. Il est recommandé d'utiliser les modèles {{Ouvrage}}, {{Chapitre}}, {{Article}}, {{Lien web}} et/ou {{Bibliographie}}. Le mode d'édition visuel peut mettre en forme automatiquement les références.
- Insérer une infobox (cadre d'informations à droite) n'est pas obligatoire pour parachever la mise en page.

Pour une aide détaillée, merci de consulter Aide:Wikification.
Si vous pensez que ces points ont été résolus, vous pouvez retirer ce bandeau et améliorer la mise en forme d'un autre article.
Havas Voyages est une société spécialisée dans la distribution de voyages de loisirs et d’affaires à destination des particuliers et des entreprises. La société compte 350 agences de voyages réparties sur le territoire français. Société du Groupe Marietton Développement depuis janvier 2016, Havas Voyages est aujourd’hui le deuxième réseau français d’agences de voyages et propose une gamme de destinations et de services : compagnies de transport, hôtels, location de voitures et tour-opérateurs.

## Historique
Alors que l’entreprise Havas Conseil SA se diversifie depuis sa création en 1820, c'est en 1938 qu'Havas Voyages ouvre sa première agence à Paris, avenue de l'Opéra.
En 1986, l'entreprise est à nouveau nationalisée, et l'année d'après, Christophe Charpentier est nommé président du directoire d'Havas Tourisme.
En 1998, la marque Havas Voyages passe entre les mains du groupe American Express pour un montant d'un milliard de francs.
2000 : Vente à Condor & Neckermann
2003 : Changement du nom Havas Voyages en Thomas Cook
2005 : Rachat de la marque commerciale Havas Voyages par TUI-Nouvelles Frontières et création du réseau de franchisés.
2009 : Joint-venture entre TUI et Carlson Wagonlit Travel

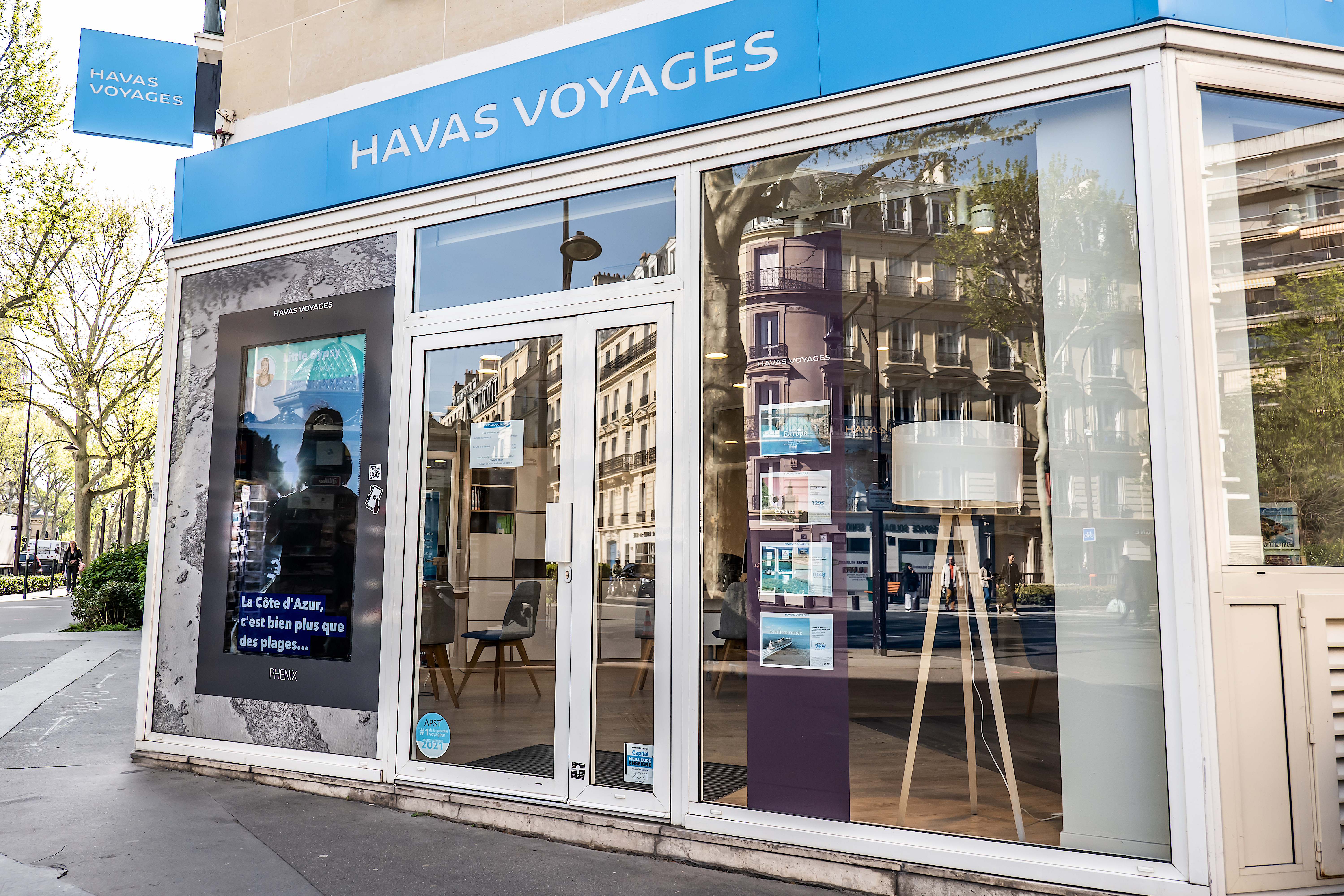
Façade agence havas voyages Neuilly-sur-Seine.

2010 : Le réseau loisirs de Carlson Wagonlit Travel, qui comprend près de 32 entités régionales issues de nombreux partenariats tissés en particulier avec les plus grands groupes de presse régionaux (PQR) passe toutes ses agences sous enseigne Havas Voyages.
2012 : Naissance du Travel Planner, Incarnation du service Havas Voyages et de ses valeurs[non neutre] : passion, expertise, service[non neutre].
2016 : Le réseau Havas Voyages, marque historique des agences de voyages, rejoint le groupe Marietton Développement dirigé par Laurent Abitbol pour constituer un des premiers groupes du tourisme français, et déployer son plan stratégique afin de devenir le réseau préféré[non neutre] des voyageurs Affaires et Loisirs.
2018: Nomination de Christophe Jacquet à la direction générale d’Havas Voyages.   

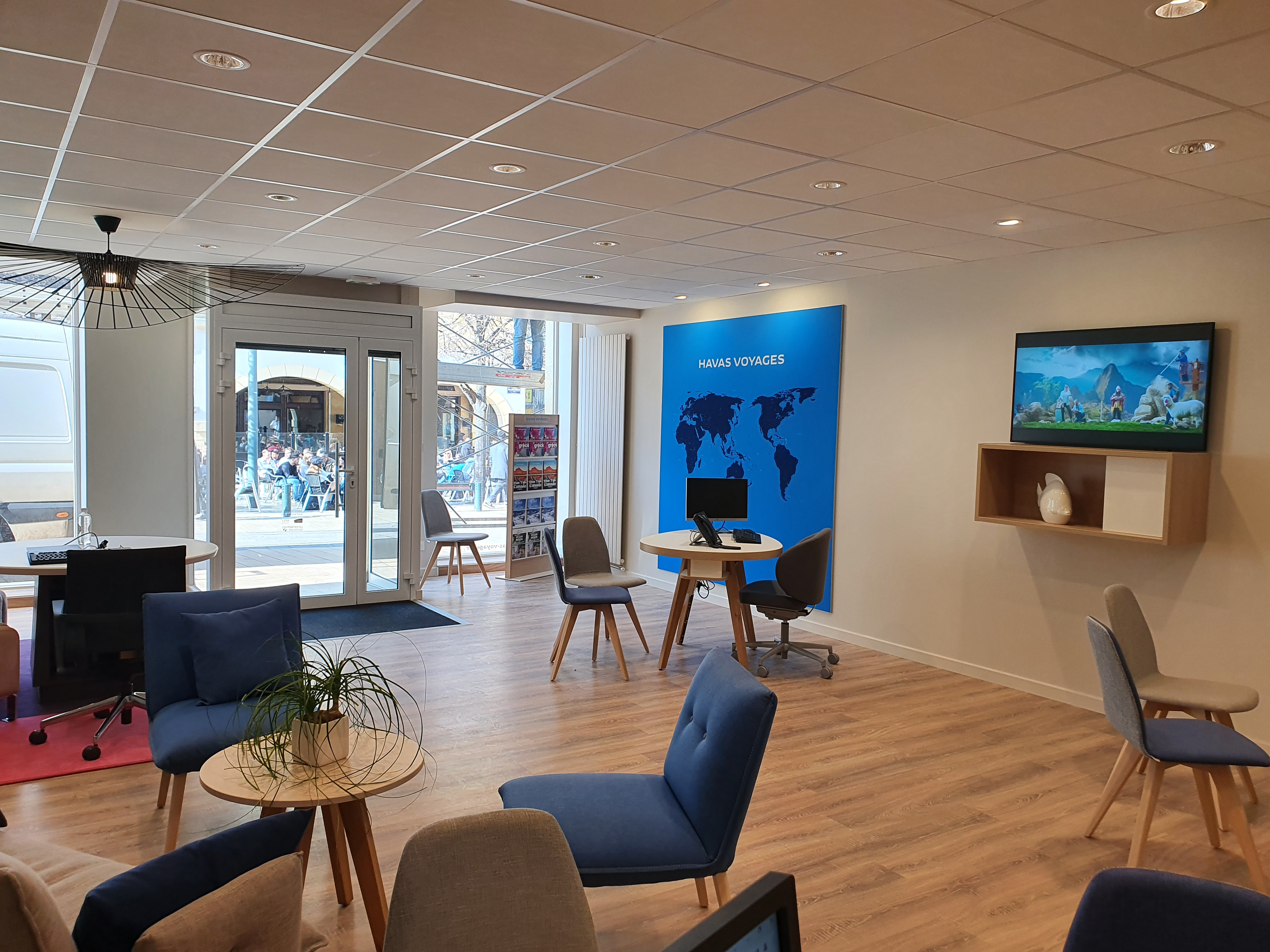
Intérieur agence havas voyages Thionville.

2019 : À la suite du dépôt de bilan de Thomas Cook France, Marietton Développement acquiert 20 agences et une centaine en franchise.
2020 : Le groupe Marietton Développement, propriétaire de Havas Voyages, lance Havas Voyages Sports, une nouvelle gamme de programmes spécialisés dans les voyages liés aux grands événements sportifs.
2021-2022 : Après avoir subi une perte de 80 % du volume d’affaires en 2020, en raison de la pandémie COVID19, le réseau est en ordre de bataille : le parc d’agences est rénové à 90 %, un nouveau site permettra la prise de rendez-vous avec des vendeurs spécialistes. Havas Voyages revendique son image d’expertise du voyage.

## Chiffres clés
- VA en 2019 : 969 Millions d’€
- 350 agences de voyages en France & Drom/Com
- 720 salariés
- 17 plateaux d’affaires
- 1 centre de vente à distance
- Répartition d’activité : 60% loisirs / 40% affaires
- 3 Travel d'Or du meilleur réseau de distribution (2016, 2017 et 2018)
- Élue meilleure enseigne consécutivement de 2017 à 2023